# Eduard Tubau
Eduard Tubau Cutal (* 6. Januar 1981 in Terrassa) ist ein ehemaliger spanischer Hockeyspieler. Er belegte bei den Olympischen Spielen 2008 mit der spanischen Nationalmannschaft den zweiten Platz und war 2006 Weltmeisterschaftsdritter. Bei Europameisterschaften gewann er den Titel 2005 und erhielt die Silbermedaille 2003 sowie 2007.

## Karriere
Der 1,80 m große Eduard Tubau debütierte 1999 in der spanischen Nationalmannschaft. Bei den Olympischen Spielen 2000 in Sydney belegten die Spanier den neunten Platz. Zwei Jahre danach schnitt die spanische Mannschaft bei der Weltmeisterschaft in Kuala Lumpur mit einem elften Platz auch nicht erfolgreich ab. 2003 fand die Europameisterschaft in Barcelona statt. In der Vorrunde belegten die Spanier den zweiten Platz hinter der deutschen Mannschaft, wobei sie im direkten Vergleich mit 2:3 unterlagen. Nach dem Halbfinalsieg über die niederländische Auswahl mit 5:2 trafen die Spanier im Finale erneut auf die deutsche Mannschaft und verloren mit 4:5 im Siebenmeterschießen. 2004 bei den Olympischen Spielen in Athen gewannen die Spanier ihre Vorrundengruppe vor den Deutschen.  Nach einer 3:6-Niederlage gegen die australische Mannschaft im Halbfinale trafen die Spanier im Spiel um den dritten Platz wieder auf die Deutschen und unterlagen 3:4 nach Sudden Death in der Nachspielzeit durch ein Tor von Björn Michel. Tubau hatte in der regulären Spielzeit zwei Treffer erzielt, einen aus einer Strafecke und ein Tor aus dem Feld.
2005 bei der Europameisterschaft in Leipzig trafen die Spanier im Halbfinale auf die deutsche Mannschaft und gewannen 3:2, im Finale bezwangen sie die Niederländer mit 4:2. Im Jahr darauf fand auch die Weltmeisterschaft 2006 in Deutschland statt und zwar in Mönchengladbach. Die Spanier belegten in der Vorrunde den zweiten Platz hinter den Australiern. Im Halbfinale unterlagen sie den Deutschen nach Siebenmeterschießen, gewannen aber die Bronzemedaille durch ein 3:2 gegen die südkoreanische Mannschaft. 2007 bei der Europameisterschaft in Manchester bezwangen die Spanier im Halbfinale die deutsche Mannschaft nach Verlängerung und Penaltyschießen. Im Finale unterlagen sie den Niederländern mit 2:3. Tubau erzielte im Finale einen der beiden Treffer für die Spanier. Bei den Olympischen Spielen 2008 unterlagen die Spanier in der Vorrunde den Deutschen mit 0:1, belegten aber den ersten Platz ihrer Vorrundengruppe. Im Halbfinale besiegten die Spanier die Australier mit 3:2. Im Finale trafen sie wieder auf das deutsche Team und verloren mit 0:1.
Bei der Europameisterschaft 2009 in Amstelveen gewannen die Spanier ihre Vorrundengruppe. Nach einer 2:1-Niederlage im Halbfinale gegen die deutsche Mannschaft verloren die Spanier das Spiel um die Bronzemedaille mit 1:6 gegen die Niederländer. 2010 belegte Tubau mit der spanischen Mannschaft den fünften Platz bei der Weltmeisterschaft in Neu-Delhi. Bei seiner vierten Olympiateilnahme 2012 in London erreichten die Spanier in der Vorrunde nur den dritten Platz hinter den Australiern und den Briten. Nach einer Niederlage gegen die Belgier im Platzierungsspiel belegten die Spanier den sechsten Platz. 2013 bei der Europameisterschaft in Boom belegten die Spanier den fünften Platz. Tubau erzielte sechs Treffer, davon drei aus dem Feld. 2014 bestritt Tubau bei der Weltmeisterschaft in Den Haag sein letztes großes Turnier, die Spanier belegten den achten Platz. Nach 273 Länderspielen mit 55 Torerfolgen beendete Tubau dann seine Karriere in der Nationalmannschaft. 
Auf Vereinsebene war Eduard Tubau den größten Teil seiner Karriere beim Club Egara aus seiner Heimatstadt Terrassa, mit dem er mehrfach den spanischen Meistertitel gewann. Von 2009 bis 2012 spielte er beim Club de Campo Villa de Madrid.